# دیوانه (ئی‌پی تروی سیوان)
«دیوانه» (به انگلیسی: Wild) آلبومی از هنرمند اهل استرالیا تروی سیوان است که در سال ۲۰۱۵ میلادی منتشر شد.
این آلبوم در چارت‌های استرالیا، در رتبه اول و در چارت‌های آمریکا، دانمارک، اسکاتلند، ایرلند، نیوزلند، جزو ده آلبوم اول قرار گرفت.